# Wiktor Pawlowitsch Lomakin
Wiktor Pawlowitsch Lomakin (russisch Ви́ктор Па́влович Лома́кин; * 22. April 1926; † 20. März 2012 in Moskau) war ein sowjetischer Politiker der Kommunistischen Partei der Sowjetunion (KPdSU) und Diplomat, der unter anderem zwischen 1984 und 1990 Botschafter in der Tschechoslowakei war.

## Leben
Wiktor Pawlowitsch Lomakin war nach dem Schulbesuch von 1943 bis 1949 bei der Kuibyschewer Eisenbahn (Kuibyschewskaja schelesnaja doroga) tätig und begann danach ein Studium an der Staatlichen Universität für Luft- und Raumfahrt in Samara, woraufhin er nach dessen Abschluss Mitarbeiter der zum Ministerium der Luftfahrtindustrie der UdSSR gehörenden Flugzeugfabrik Nr. 126 in Komsomolsk am Amur. 1953 wurde er Mitglied der Kommunistischen Partei der Sowjetunion (KPdSU) sowie 1956 Sekretär des Parteikomitees der Flugzeugfabrik Nr. 126, ehe er zwischen 1958 und 1961 Erster Sekretär des Stadtparteikomitees von Komsomolsk am Amur wurde. Danach war er von 1961 bis 1967 Sekretär des Parteikomitees der Region Chabarowsk und anschließend zwischen 1967 und 1969 Instrukteur des Zentralkomitee (ZK) der KPdSU.
Lomakin wurde nach dem Tode von Wassili Efimowitsch Tschernyschew am 12. März 1969 Erster Sekretär des Parteikomitees der Region Primorje und hatte diese Funktion 15 Jahre lang bis zu seiner Ablösung durch Dmitri Nikolajewitsch Gagarow am 8. April 1984 inne. 1971 wurde er Mitglied des ZK der KPdSU. Zuletzt löste er am 26. April 1984 Alexander Platonowitsch Botwin als Botschafter in der Tschechoslowakei ab und hatte diesen Posten bis zum 14. Mai 1990 inne, woraufhin Boris Dmitrijewitsch Pankin seine dortige Nachfolge antrat.

### Ehrungen und Auszeichnungen
Lobanow wurde für seine Verdienste mehrfach ausgezeichnet und erhielt neben dem Titel Held der Sowjetunion (1981) auch vier Mal den Leninorden, den Orden des Roten Banners der Arbeit sowie das Ehrenzeichen der Sowjetunion.